# 竹東林業展示館
24°44′14″N 121°05′34″E / 24.737254°N 121.092846°E
竹東林業展示館，曾名植松材木竹東出張所，位於臺灣新竹縣竹東鎮竹東車站附近，原作為竹東林場的辨公室，今列新竹縣歷史建築。

## 早期使用

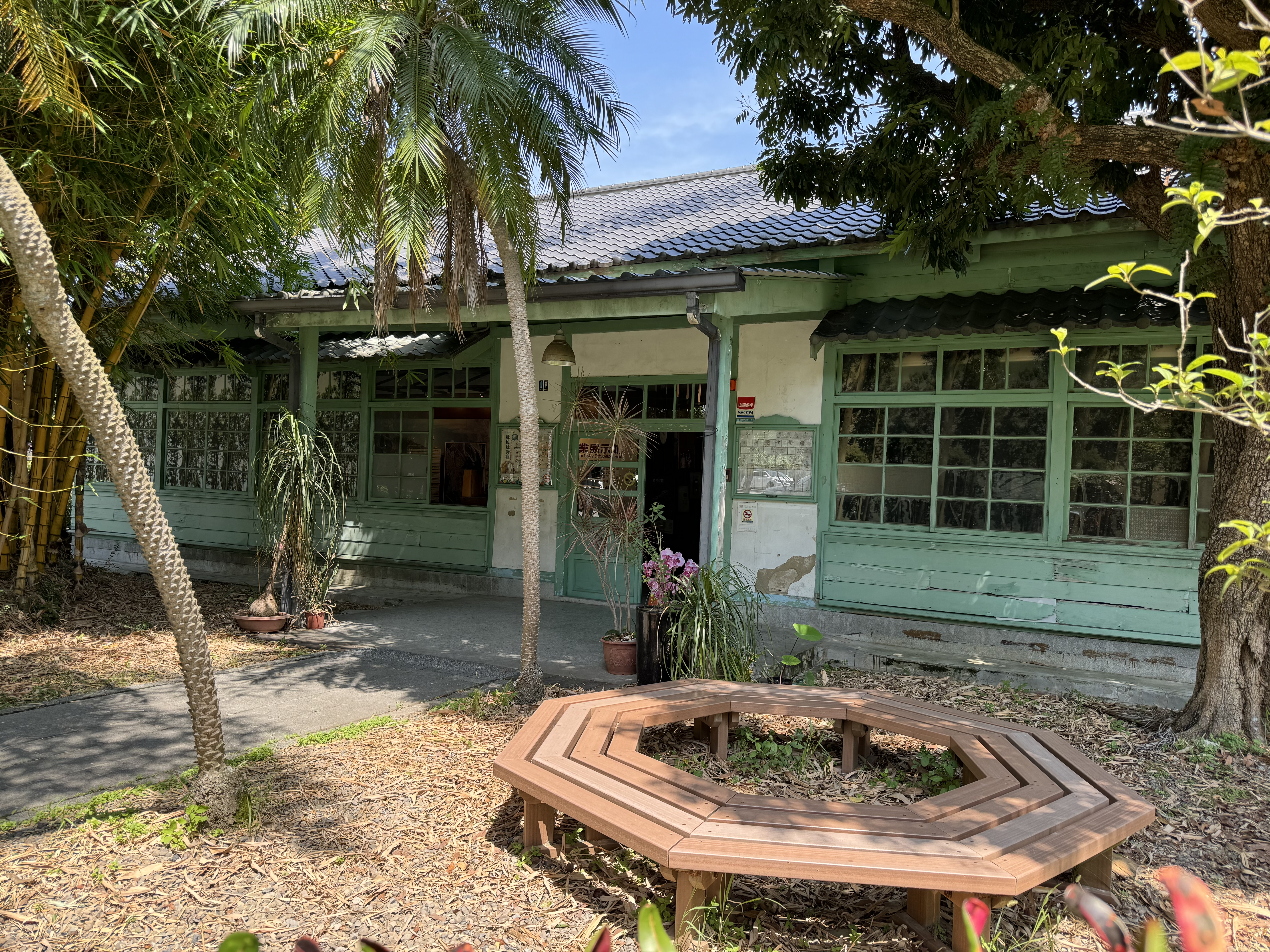
前側

竹東鎮鷄油林地區與頭前溪為鄰，水量充足，在過去作為五峰鄉與尖石鄉砍伐木的加工與集散地。1940年，植松材木會社的平戶吉藏來鷄油林建立製材廠房、貯木池、貯木場等設施，由山田直榮負責經營，並於該年9月在位於今日的植松材木竹東出張所之處設立辦公廳，建物佔地267.48平方公尺。建物四面有大片開窗，具良好採光通風。其建材使用隔熱功能的竹編夾泥牆，並於樹叢中與環境融合，為日本人為當地環境而設計。
二戰後，林業管理委員會接收植松材木會社在竹東的資產。1947年8月16日，竹東林場成立，範圍擴大至鹿場山分場與香杉山分場。1948年由竹東林場廠長羅建，將竹東出張所改為製材工廠貯木場辦公室。據住在鄰近長達半世紀的黃榮洛表示，1960年代左右此處是林務局重要堆放場中心，交易十分熱絡。
1975年，臺灣林業政策改變，竹東林場禁伐。東林路的竹東林場辦公室改為提供從竹東林場退休、獨身的榮民居住。

## 修復活化

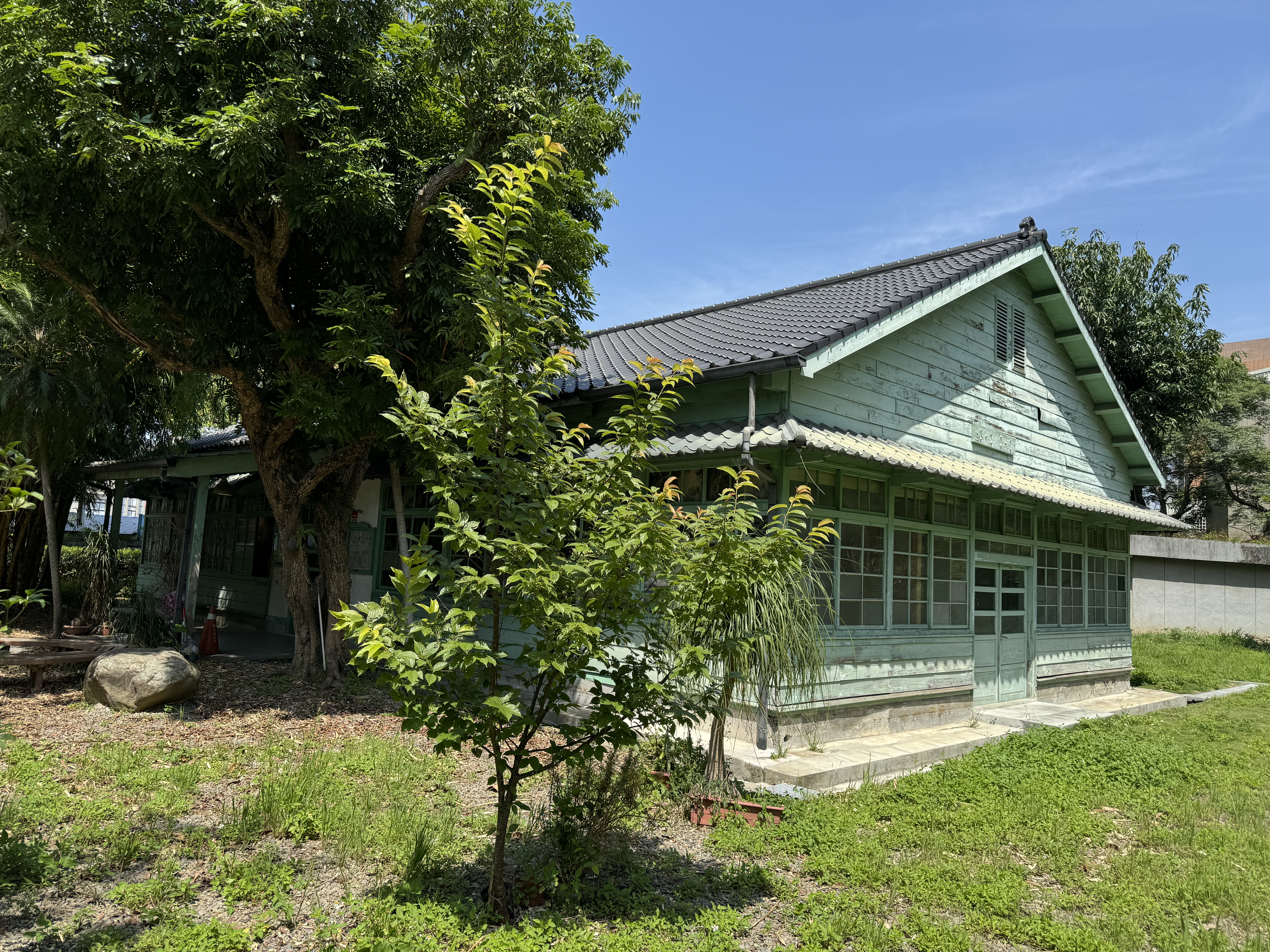
左側

2002年2月8日，竹東鎮長盧東文等人來此會勘，決定成立產業博物館。該年，此辦公室改為竹東鎮公所管理。竹東鎮公所耗資新台幣600萬元整建。2004年，由北埔鄉大木匠師鍾松煥作整修。其餘棟建築在2005年春節前拆除。2005年春節後，因圍牆已拆除，計畫作為林業博物館的竹東林場辦公廳一度被遊民侵占，門窗玻璃遭破壞。
修復後，縣議員郭遠彰建議應正名為「植松材木竹東出張所」。2006年5月20日，新竹縣文化資產審議委員會通過以「植松材木竹東出張所」之名列為歷史建築。
2012年11月11日，林業退休人士林清治遵從已逝妻子林蔡阿琴遺願，將竹東林場器材設備捐給竹東林業展示館。2023年9月18日，林業及自然保育署新竹分署，在此召開修復及再利用說明會，分署長夏榮生、中冶環境造形顧問公司郭中端團隊、竹東鎮長郭遠彰、竹東鎮代表葉日嘉、徐呂麗琴、地方林業耆老林清治、文史工作者鄧毅中等參與。

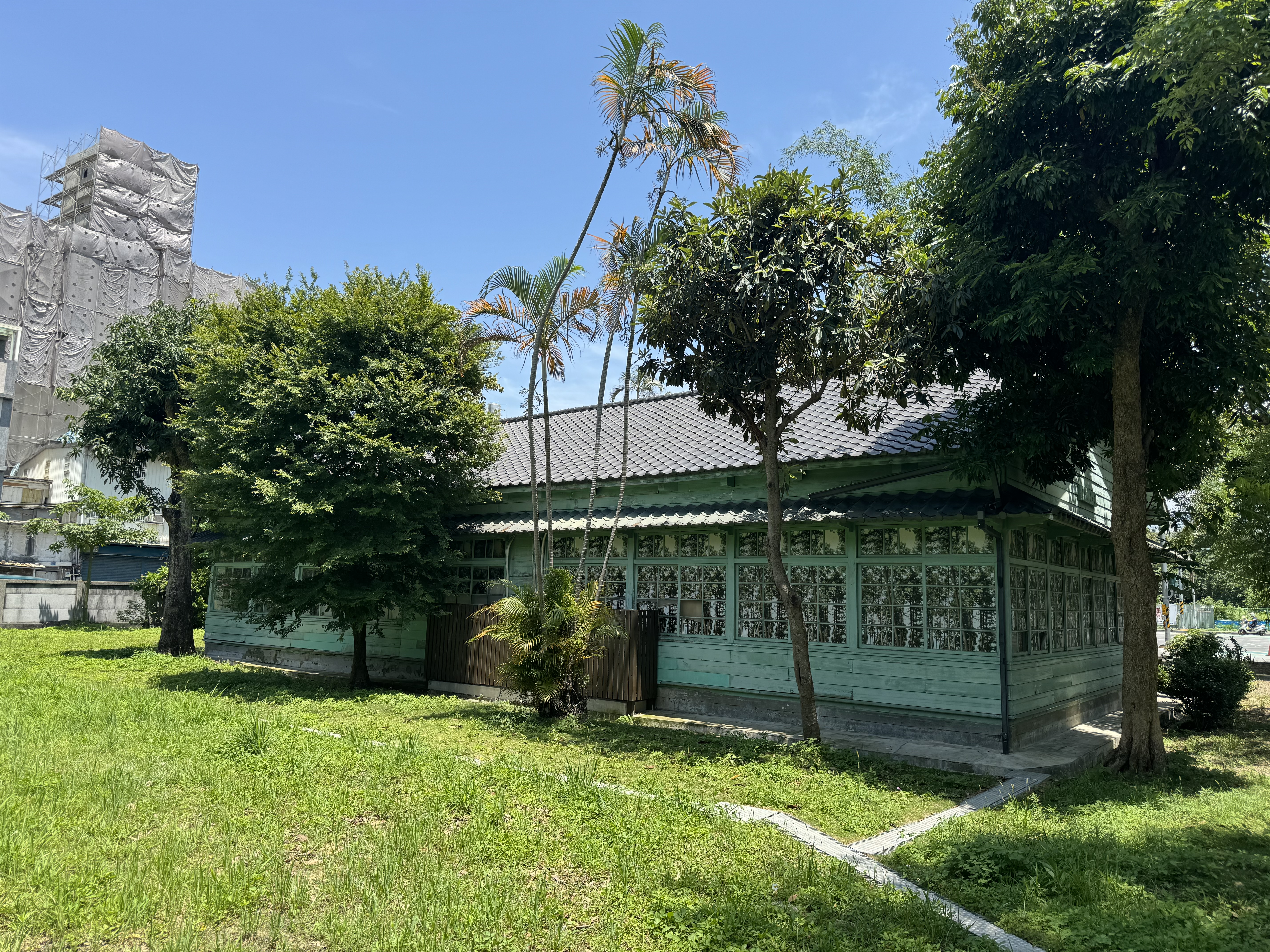
後側